# 东平大桥
东平大桥，是中華人民共和國廣東省佛山市东平新城中央组团的主要桥梁之一。其作用为跨越东平水道（旧称澜石河）连接佛山市禅城区旧城区与东平新城组团。工程总投资4.27亿元人民币。

## 历史
2004年3月30日东平大桥动土兴建，8月4日主桥墩基桩施工基本完成。2005年11月15日，北岸主拱竖转完成。2006年1月14日，南岸平转完成。2006年9月18日竣工。

## 资料数据
东平大桥由四川省交通厅公路规划勘察设计研究院设计。整个大桥全长1322.2米，道路等级设计为城市主干道Ⅰ级（双向八车道）；设计行车速度60km/h；桥梁的宽度为48.6mm；设计基本风速承受为27.9m/s；通航净高大于18米，双向通航孔净宽度达到180米；抗震烈度Ⅵ度（主桥按Ⅶ度设防）。
东平大桥是一座主孔跨径300m、边跨跨径为95.5m的钢拱—连续梁协作体系桥。也是中国国内首座使用两岸支架拼装后平转合龙（又称为卧拼竖提转体）的施工方法建成的桥梁。通过利用液压连续千斤顶及计算机同步控制系统，让重量达3000吨的拱肋竖转就位，和14800吨的钢拱桥（当时世界上最大的平转重量）180°转体合龙，两岸的拱肋平转到位后合拢误差为2厘米。
桥面梁利用三道主纵梁、两道次纵梁和主、次横梁组成格子桥面梁。桥子梁上设置有8mm厚钢板，再现场浇灌12cm厚钢纤维混凝土，制成钢—混凝土组合桥面板。桥面格子梁间的构件全部使用高强螺栓作为连接。H型钢吊杆腹板采用27%的开孔率，吊杆中部装有水平减振索以降低风力对大桥的不利影响。

## 所获奖项
东平大桥工程曾获得“2007年度广东省市政优良样板工程”和“全国市政金杯示范工程”奖励。大桥设计的7项技术获“全国企业新纪录奖”。
此外，佛山东平大桥也获得如下奖项：
- 2009年度国家优质工程银奖；
- 2008年度四川省工程勘察设计一等奖。[3]